# Ponte del Centenario
Il Ponte del Centenario (in spagnolo: Puente Centenario) è il secondo ponte ad attraversare il canale di Panama. Il ponte, non lontano dal versante pacifico dello stretto, è stato realizzato assieme ad un nuovo tratto dell'autostrada Panamericana per aggirare il vecchio ponte delle Americhe, troppo piccolo per sostenere i crescenti volumi di traffico. Inaugurato nel 2004, il nome del ponte commemora il primo centenario dell'indipendenza di Panama, avvenuta il 3 novembre 1903.

## Storia
Tra la fine degli anni '90 e i primi anni Duemila, il ponte delle Americhe era diventato ormai insufficiente a sostenere gli attuali volumi di traffico -passati dai circa 9000 giornalieri degli anni '60 agli oltre 35000 di fine anni '90- rappresentando un collo di bottiglia all'interno dell'autostrada Panamericana. Per risolvere la situazione, il ministero per i lavori pubblici di Panama nell'ottobre 2000 indisse una gara internazionale di progetti per un secondo ponte. Il progetto realizzato dall'architetto americano Miguel Rosales venne scelto come vincitore nel marzo 2002. I lavori di costruzione partirono poco dopo, con l'ambizioso obiettivo di terminarli entro 29 mesi, in occasione del 90º anniversario dal passaggio della prima nave attraverso il canale, avvenuto il 15 agosto 1914 e il 100º anniversario dall'indipendenza di Panama, avvenuta il 3 novembre 1903; il ponte prende nome proprio da quest'ultimo avvenimento. L'inaugurazione del ponte avvenne nei tempi previsti il 15 agosto 2004. L'apertura al traffico si svolse i primi di settembre dello stesso anno.

## Descrizione
Il ponte si trova a 15 km a nord rispetto al ponte delle Americhe sul versante atlantico dello stretto, collegando le località Arraiján e Cerro Patacón. Si tratta di un ponte strallato di lunghezza complessiva di 1052 m, mentre la luce massima tra le due torri ammonta a 420 m. Le due torri sono alte 184 metri, mentre il piano stradale si trova ad un'altezza di 80 metri sul canale. Il ponte ospita le due carreggiate, da tre corsie ciascuna, dell'autostrada panamericana. Il costo complessivo per la costruzione del ponte è stato stimato in 120 milioni di dollari; 50 milioni di questi sono stati finanziati attraverso la Banca europea per gli investimenti. La costruzione dell'infrastruttura è stata affidata al gruppo tedesco Bilfinger. Alla luce dei frequenti terremoti che interessano la zona, il ponte è stato realizzato con criteri antisismici.

## Premi
Il ponte ha ricevuto due prestigiosi premi:
- 2005 Bridge Award of Excellence, American Segmental Bridge Institute (ASBI).[4]
- 2007 Merit Award, Consulting Engineers and Land Surveyors of California (CELSOC).[5]